# Musée Munch
Le musée Munch est un musée à Oslo (Norvège) consacré au travail et à la vie du peintre Edvard Munch.

## Premier bâtiment
À la suite du décès d'Edvard Munch en 1944, la ville d'Oslo hérita de la totalité de ses œuvres encore en sa possession. C'est ainsi que fut inauguré le fameux musée Munch, en 1963, rassemblant près de 1 200 peintures, 3 000 dessins et 18 000 gravures.
Plus tard, sa sœur, Inger Munch, offrit au musée la totalité de la correspondance de son frère ainsi que d'autres peintures et schémas.
Ainsi, le nombre important des œuvres de l'artiste possédant ce musée permet de retracer les différentes périodes de la vie de celui-ci.
Les œuvres étaient exposées par roulement et  fréquemment changées afin que le visiteur puisse découvrir au mieux ce grand précurseur de l'expressionnisme.
Le 22 août 2004, deux toiles d'Edvard Munch, Le Cri et La Madone, assurées pour un montant de 141 millions de dollars, sont volées au musée Munch d'Oslo par trois hommes armés. Elles  sont récupérées en 2006 par la police qui arrête des malfrats norvégiens sans envergure. Le musée, dont le système de sécurité a été vivement critiqué, avait rouvert au mois de juin 2005 après des travaux qui l’ont transformé en forteresse

## Nouveau musée 2021
Le musée original ouvert en 1963, excentré, situé à Tøyen a été abandonné et un nouveau musée Munch  (norvégien: Munch-museet), connu en tant que  Munch (identité visuelle MUNCH) a été érigé dans le quartier de  Bjørvika, Oslo, proche de l'Opéra d'Oslo. Il a été inauguré le 22 octobre 2021 par le roi Harald V.
Il est l’œuvre du cabinet madrilène d’architectes Juan Herreros. Il s'étend sur 26300 m2, s'élève à 60 mètres du sol, compte 13 étages. 
Il a été désigné pire bâtiment de Norvège de l'année 2021 parmi plus de 10 000 votes de Norvège, vote populaire organisé par le mouvement Rébellion architecturale,.
Le bâtiment abrite plus de 26 000 œuvres, dont 18 000 gravures d'Edvard Munch. Une salle entière est consacrée au célèbre tableau Le Cri. Trois versions, tempera sur carton,(1910 ?) , une lithographie (1895)  et un pastel sur carton (1893) sont exposées. Une des trois est toujours visible. Les 2 autres sont dans la pénombre pour des raisons de conservation.

## Galerie

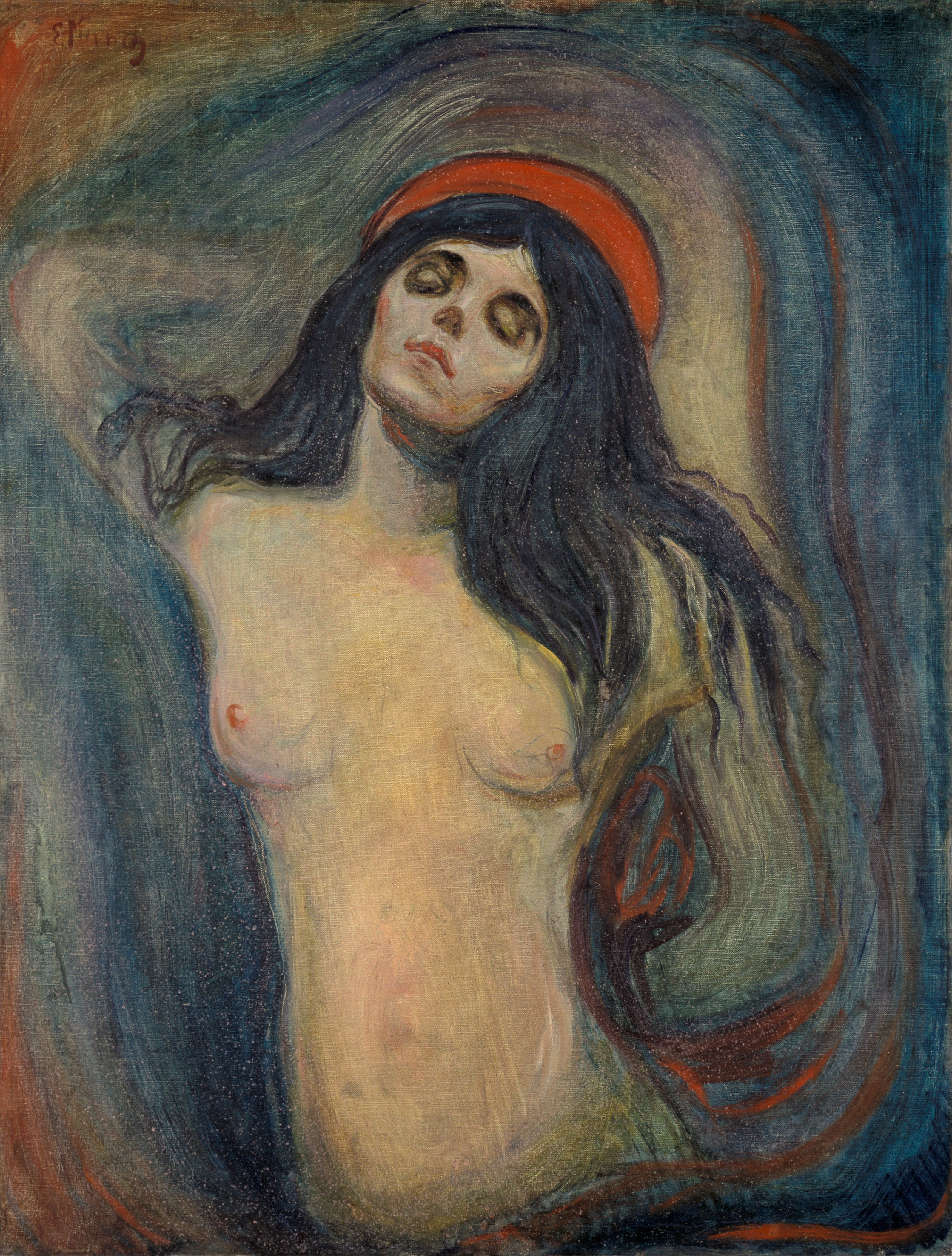
La Madone.
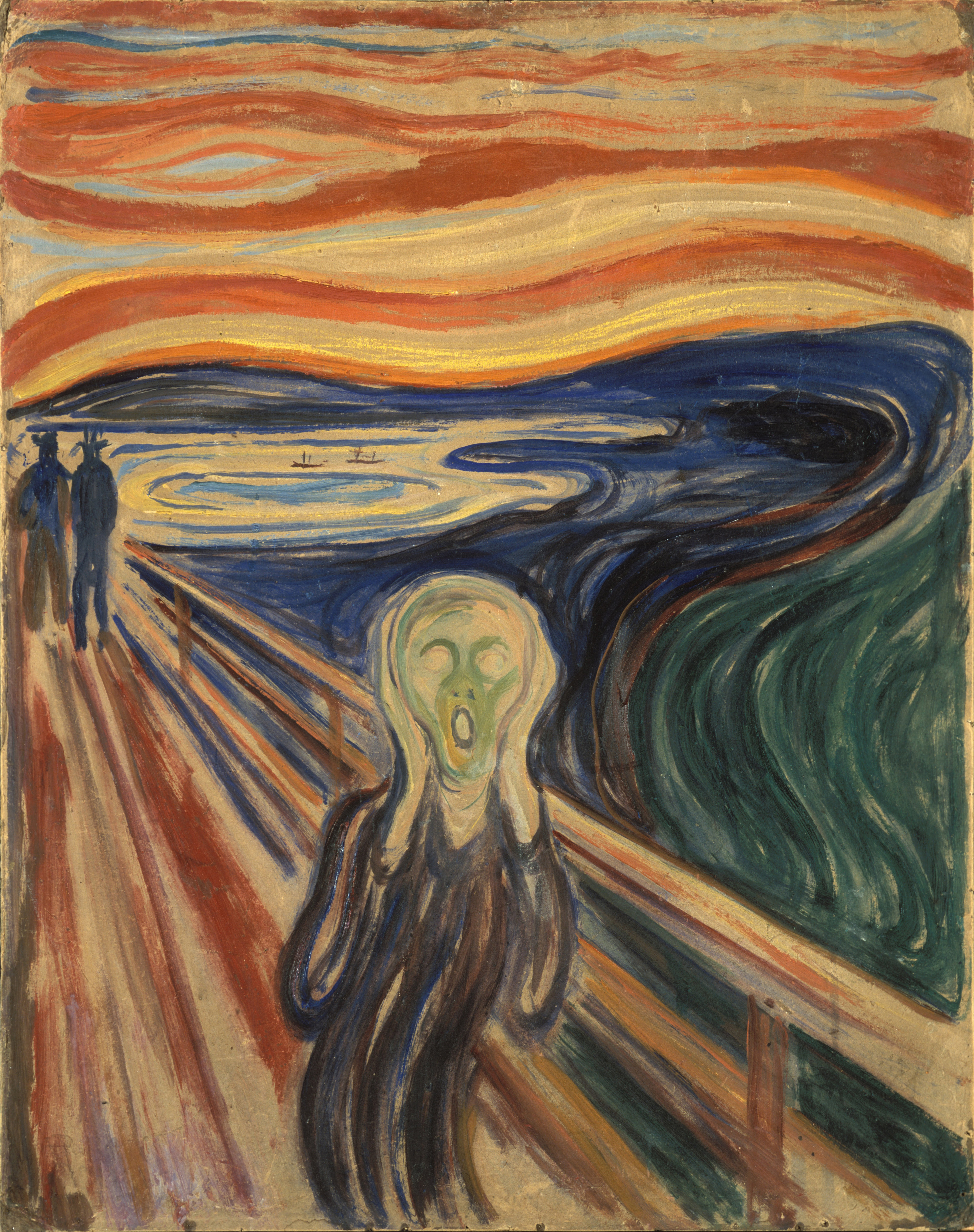
Le Cri.
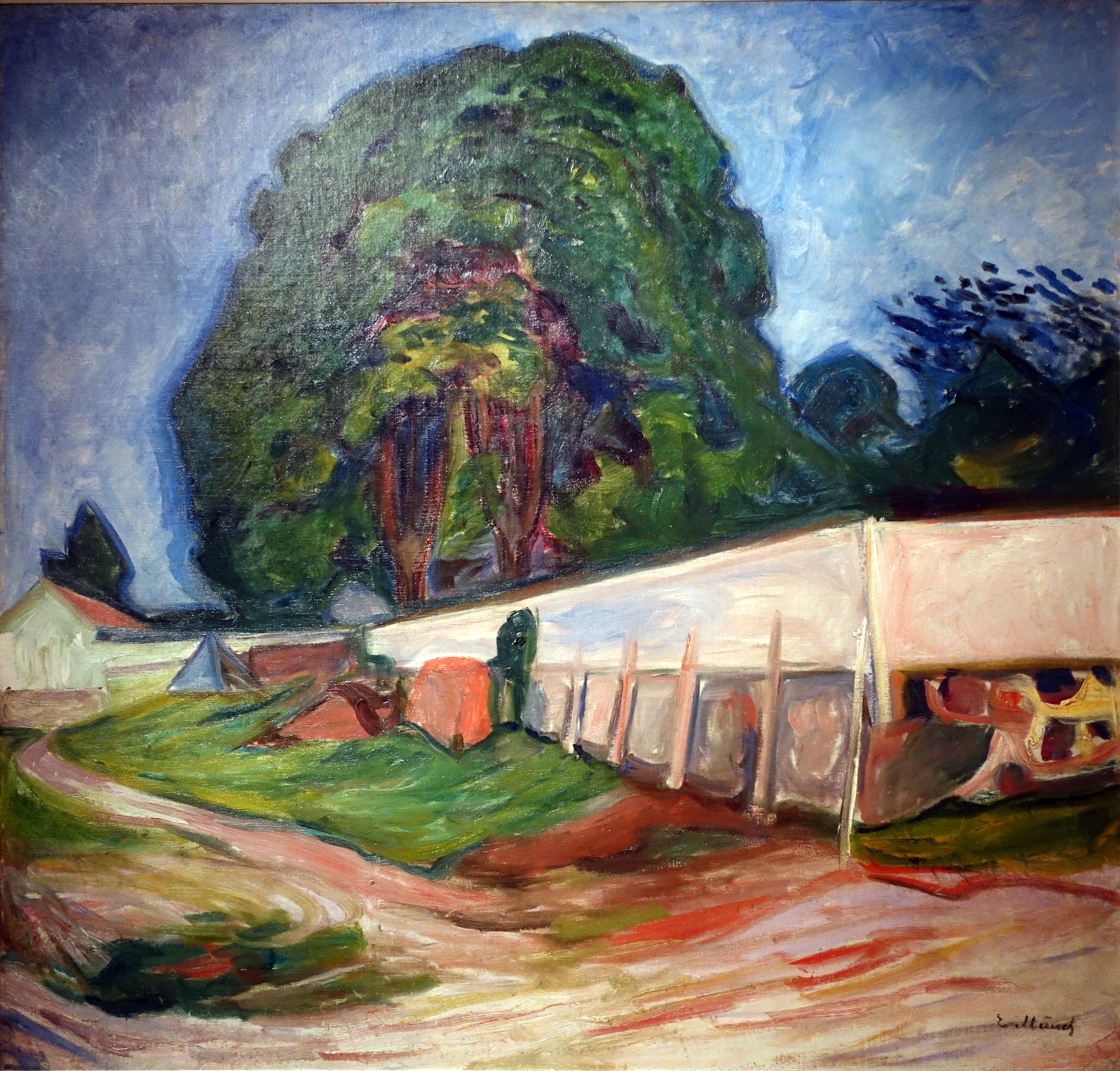
Nuit d'été à Åsgårdstrand.
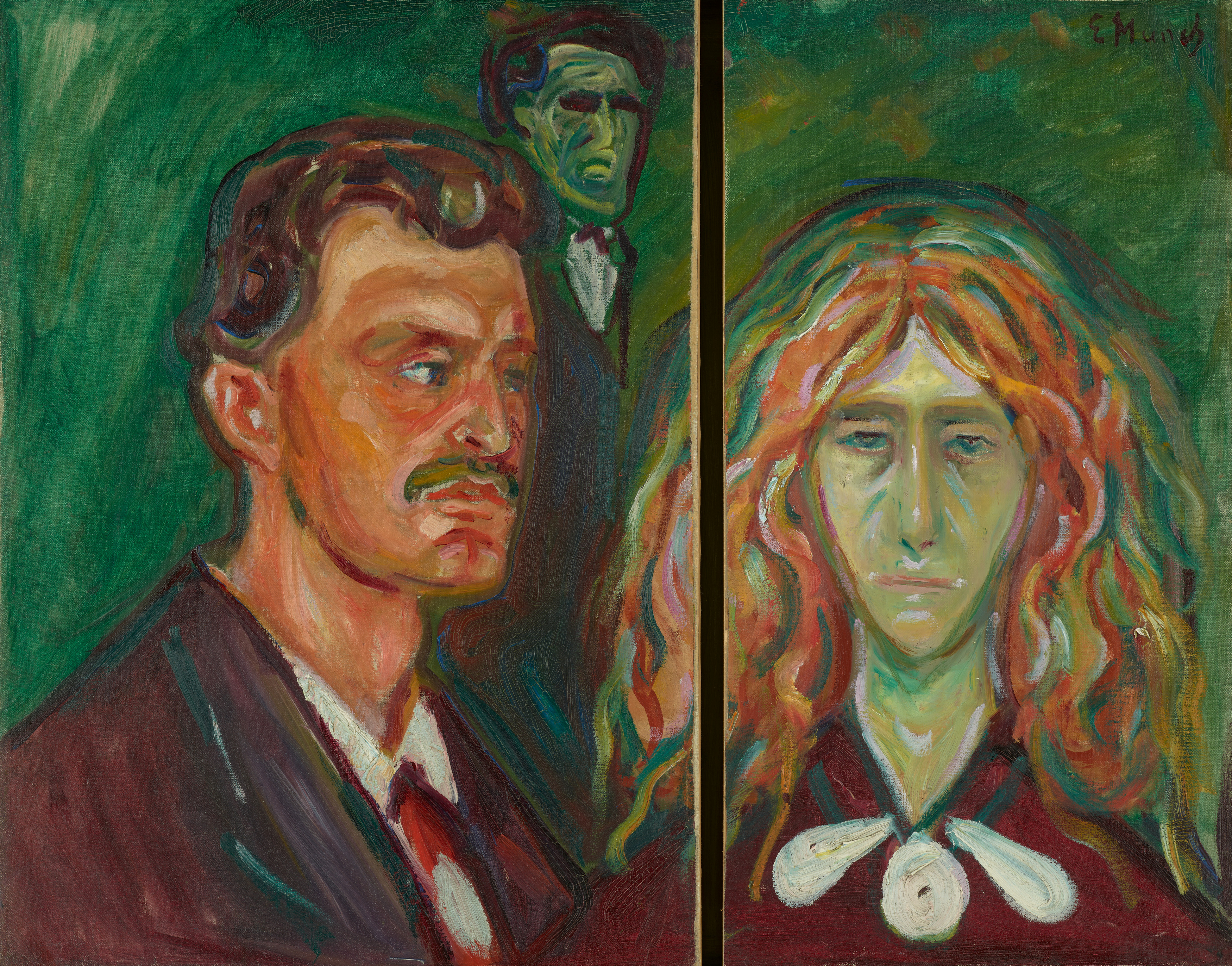
Portrait caricatural de Tulla Larsen.